# Anel (configuração)
Anel é uma forma de conexão de equipamentos de telecomunicações.
Nestas redes a fiação, que geralmente é realizada com cabos coaxiais, possui conectores BNC em formato de "t", onde uma das pontas se encaixa na placa de rede, outra é a origem do cabo vinda da máquina anterior e a última é o prosseguimento para a máquina seguinte.
Nesta configuração os equipamentos são conectados sequencialmente, da primeira até a última, até que a entrada da primeira máquina seja conectada à saída da última.
É uma configuração em desuso (se é que alguém ainda a usa), pois a falha em um dos equipamentos (denominado nó) acarreta a paralisação de todo o sistema, pois a informação só trafega em um sentido e requer que não haja interrupção nesse fluxo.
Outro motivo é a segurança dos equipamentos, pois por serem usados, normalmente, cabos coaxiais, estes, em caso de sobrecargas ou curtos circuitos, podem transferir altas voltagens através deles até os outros equipamentos da rede.